# Beachwood (Ohio)
Beachwood es una ciudad ubicada en el condado de Cuyahoga en el estado estadounidense de Ohio. En el Censo de 2010 tenía una población de 11953 habitantes y una densidad poblacional de 864,41 personas por km².

## Geografía
Beachwood se encuentra ubicada en las coordenadas 41°28′35″N 81°30′12″O / 41.47639, -81.50333. Según la Oficina del Censo de los Estados Unidos, Beachwood tiene una superficie total de 13.83 km², de la cual 13.79 km² corresponden a tierra firme y (0.26%) 0.04 km² es agua.

## Demografía
Según el censo de 2010, había 11953 personas residiendo en Beachwood. La densidad de población era de 864,41 hab./km². De los 11953 habitantes, Beachwood estaba compuesto por el 77.28% blancos, el 13.68% eran afroamericanos, el 0.04% eran amerindios, el 7.41% eran asiáticos, el 0.02% eran isleños del Pacífico, el 0.41% eran de otras razas y el 1.16% pertenecían a dos o más razas. Del total de la población el 1.92% eran hispanos o latinos de cualquier raza.